# Agustí Pumarola i Busquets
Agustí Pumarola i Busquets (Barcelona, 15 de març de 1920 — 25 de gener de 1987) fou un metge català. Llicenciat en medicina per la Universitat de Barcelona, amplià estudis al Karolinska Institutet d'Estocolm, al Statens Semruminstitut de Copenhaguen i a l'Institut Pasteur de París. Les seves principals aportacions estan dedicadea a l'estudi de les leptospirosis, els enterobacteris i la virologia respiratòria, tot desenvolupant tècniques d'identificació i aïllament de la salmonella i a la investigació de la importància de l'Escherichia coli en la gastroenteritis infantil, així com la investigació del poliovirus i el virus de la grip. Així va fundar un laboratori de recerca virològuca que el 1968 fou reconegut per l'OMS com a National Influenza Center. També treballà a l'Hospital Clínic de Barcelona, on el 1972 en fou nomenat cap del Servei de Microbiologia Clínica.
El 2 de març de 1959 s'incorporà com a catedràtic de Microbiologia, Higiene i Sanitat de la Universitat de Salamanca, càtedra que deixà el 1962 per incorporar-se a la càtedra de microbiologia de la Universitat de Barcelona.
Ha estat president de la Societat Catalana de Microbiologia i Higiene i membre de la Reial Acadèmia de Medicina de Catalunya, de la que en va rebre dues medalles d'or (1950 i 1955). El 1969 va rebre el Premi Nacional de Ciències Santiago Ramón y Cajal del CSIC. El 1983 va rebre la Medalla Narcís Monturiol de la Generalitat de Catalunya.

## Obres
- Microbiología y parasitología médica (1987)